# Limitations de vitesse en Irlande
Les limitations de vitesse en Irlande sont différentes entre celles de la république d'Irlande (exprimées en kilomètres par heure (km/h) et celles d'Irlande du Nord exprimées en milles par heure (mph).

## République d'Irlande

### Règles générales
Depuis le 20 janvier 2005, l'Irlande (abréviation officielle: IRL) est passée du système impérial (en vigueur au Royaume-Uni et aux États-Unis) au système métrique. Les limitations de vitesse sont les suivantes:
- En ville : 50 km/h
- Routes locales : 60 km/h
- Route régionales : 80 km/h
- Routes nationales (panneaux verts)  : 100 km/h
- Autoroutes : 120 km/h

Routes locales : 60 km/h maximum aujourd'hui[1]; 80 km/h max antérieurement

### Vitesses limites selon le véhicule
| Type de véhicule                                                                      | Vitesse maximale autorisée |
| ------------------------------------------------------------------------------------- | -------------------------- |
| Véhicule transportant moins de 8 passagers en sus du conducteur, sans passager debout | 80 km/h                    |
| Véhicule de transport de marchandises de moins de 3,5 tonnes                          | 80 km/h                    |
| Véhicule tractant une remorque, une caravane, un box à chevaux ou tout attelage       | 80 km/h                    |
| Bus ou taxi à deux niveaux                                                            | 65 km/h                    |
| Bus à un seul niveau transportant des passagers debout                                | 65 km/h                    |

## Irlande du Nord
En Irlande du Nord, les limitations de vitesse sont identiques à celles du Royaume-Uni.